# Hrabstwo Nantucket
Uzasadnienie: jeden i ten sam byt (por. en.wiki)
Hrabstwo Nantucket (ang. Nantucket County) – hrabstwo w USA, w południowo-wschodniej części stanu Massachusetts położone na wyspie o tej samej nazwie. W roku 2000 zamieszkiwane przez 9520 mieszkańców. Centrum administracyjne (ang. county seat) hrabstwa mieści się w mieście Nantucket.

## CDP
- Madaket
- Siasconset